# 卡蒂
卡蒂是马里库利科罗区的一个镇。

## 友好城市
- 法国皮托